# Matvej Ivanovič Platov
Matvej Ivanovič Platov (in russo Матвей Иванович Платов?; Čerkassk, 8 agosto 1753 – Taganrog, 3 gennaio 1818) è stato un generale russo che comandò i Cosacchi del Don nelle guerre napoleoniche, e che fondò Novočerkassk come nuova capitale della provincia di Don Host.

## Biografia
Platov nacque a Čerkassk, e si arruolò tra i Cosacchi del Don nel 1766, diventando un esaul nel 1769. Si distinse nella campagna di Crimea del 1771 venendo promosso comandante di un reggimento di Cosacchi nel 1772. Tra il 1774 e il 1784 combatté contro i Tatari di Crimea, nel 1774 e di nuovo nel 1782 servì sotto Aleksandr Suvorov nella valle del Kuban', a Cecenia e nel Daghestan. Nel 1790 fu insignito dell'Ordine di San Giorgio (4ª classe) per la sua partecipazione alla conquista di Očakiv. Dopo le operazioni di Akkerman, Bender e Kaushani, per le quali fu promosso brigadiere generale, ricevette l'Ordine di San Giorgio (3ª classe) per l'assedio di Izmaïl. A causa del coraggio mostrato durante l'attacco fu promosso atamano dei Cosacchi di Ekaterinoslav e Čuhuïv, ed il 12 gennaio 1793 divenne maggior generale. Nel 1796 ricevette l'Ordine di San Vladimiro (3ª classe) ed una spada d'oro per il coraggio mostrato nella campagna di Persia.
Caduto in disgrazia per scelta dell'imperatore Paolo I di Russia, come risultato di voci messe in giro dall'entourage dell'imperatore, fu esiliato a Kostroma, e poi confinato nella fortezza di Pietro e Paolo. Dopo averne verificato l'innocenza, l'imperatore lo premiò con la croce dell'Ordine di San Giovanni di Gerusalemme. Sfortunatamente questo portò anche alla sua nomina a capo della fallimentare spedizione russa in India del 1800. Nonostante la spedizione abbia raggiunto solamente Orenburg, Platov fu promosso tenente generale e pochidnij atamano (capo della campagna) dei Cosacchi del Don, venendo trasferito presso il quartier generale di Novočerkassk.
All'ascesa al trono di Alessandro I di Russia fu nominato atamano dei Cosacchi del Don. Nel 1805 ordinò di trasferire la capitale cosacca da Staročerkassk a Novočerkassk.
Durante la campagna polacca del 1806-1807, Platov comandò un corpo di Cosacchi combattendo i francesi nelle battaglie di Eylau, Guttstadt e Friedland, ricevendo per questo gli ordini di San Giorgio (2ª classe), Sant'Aleksandr Nevskij e gli ordini prussiani dell'Aquila nera e dell'Aquila rossa. Nel 1808-1809 fu attivo nei confronti dei Turchi nella valle del Danubio, soprattutto nella battaglia di Silistra, ricevendo l'Ordine di San Vladimiro (1ª classe). L'11 ottobre 1809 Platov fu promosso generale di cavalleria. Poco dopo la fine della campagna fece ritorno nel Don Host proseguendo la riorganizzazione dell'amministrazione locale cosacca.
Nel 1812 Platov sostenne il generale il secondo esercito occidentale di Bagration con un corpo cosacco nello scontro di Korelichi, a Mir e a Romanovo, fornendo la retroguardia durante la ritirata verso Mahilëŭ. Durante il contrattacco russo di Smolensk, Platov combatté a Molevo Boloto. Nella battaglia di Borodino egli, assieme al generale Fëdor Fëdorovič Ušakov, condusse una manovra contro il fianco sinistro (nord) francese, ma fallì e non ricevette nessuna decorazione, anche se in futuro si scoprì che questo raid ebbe un effetto decisivo per la sconfitta di Napoleone Bonaparte. Cacciò i francesi durante la ritirata da Mosca nel 1812, (per la quale si meritò il titolo di conte dell'impero russo), e di nuovo dopo la loro sconfitta nella battaglia di Lipsia del 1813 in Sassonia.
In seguito Platov accompagnò l'imperatore Alessandro a Londra dove fu insignito della spada d'oro e di una laurea ad honorem presso l'università di Oxford. Un ritratto a figura intera fu dipinto da Thomas Lawrence, e fu esposto nella sala Waterloo del castello di Windsor da Giorgio IV, allora principe reggente. Platov si trasferì nella capitale cosacca Novočerkassk, dove fondò una scuola e fu a capo dell'amministrazione locale. Morì nel 1818 a Epancickoe (nei pressi di Taganrog), e fu sepolto nella cattedrale di Novočerkassk.
Statue equestri a lui dedicate si trovano a Novočerkassk e Staročerkassk. Gavrila Derzhavin gli dedicò l'ultima delle sue odi. Nel Mancino di Leskov (1881), il Platov dei Cosacchi del Don è un personaggio principale, anche se la sua descrizione è piena di anacronismi.